# Зерновка

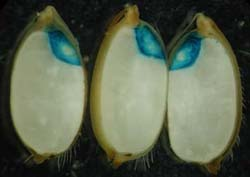
Зерновки риса в разрезе; зародыши подкрашены синим.

Зерно́вка — простой сухой односемянный нераскрывающийся плод, характерный для растений семейства Злаки, или Мятликовые (Poaceae). Развивается из пестика с верхней завязью.

## Описание
Зерновка представляет собой простой сухой односемянный плод, имеющий тонкий околоплодник. Зерновка на отпечатке овальная, с узкой брюшной бороздкой на всем ее протяжении . Плод зерновка развивается у всех представителей семейства злаков. Особенностью зерновки является то, что семенная кожура семени срастается с кожистым плёнчатым околоплодником вблизи основания. 
Зерновка — паракарпный плод, то есть плод, образовавшийся из паракарпного гинецея.
Некоторые злаки образуют голые зерновки (зерновка пшеницы и ржи). У многих видов злаков плод охвачен сухими цветковыми чешуями, играющими важную роль в их распространении.

## Примеры
В агрономии зерновки культурных растений называют зерном. Примерами являются: пшеница, кукуруза, рис, ячмень, рожь.